# Кулі справедливості
«Кулі справедливості» — серіал Валерія Мілева і Тимура Турісбекова, пілотну серію якого було знято 2017 року.

## Сюжет
Дія серіалу розгортається в США за часів Третьої світової війни. Уряд запустив таємний проєкт «Армійський бекон», метою якого є створення надлюдей шляхом схрещування людини зі свинею. Через 25 років «свинорили» досягають вершини харчового ланцюга і починають поїдати і розводити людей на фермах. Роб Джастіс, колишній мисливець за головами, працює на групу повстанців, щоб дізнатися, як «свинорили» прийшли до влади, і знищити їх.

## У ролях
- Денні Трехо
- Тимур Турісбеков
- Яна Маринова
- Дессі Славова

## Знімальна група
- Режисер — Валерій Мільов
- Сценаристи — Валерій Мільов, Тимур Турісбеков
- Продюсер — Тимур Турісбеков
- Оператор — Орлін Руєвський
- Художник — Микола Кирилов

## Виробництво
Пілотну серію було знято 2017 року в Казахстані, є продовженням кліпу групи «Project Zenit» «Қанағаттандирилмағандиқтариңиздан», знятого Тимуром Турісбековим. У січні 2017 року був запущений краудфандинговий проєкт зі збору коштів на постпродукцію фільму на Indiegogo, заявлена сума якого 100 000 доларів. 31 січня вийшов трейлер фільму. Також було знято ролик, в якому було показано деталі роботи учасників знімального процесу. Фільм було повністю знято за 17 днів.
Ще до виходу в прокат серіал порівнювали з іншою картиною — «Діапазон 15», схожою з «Кулями справедливості» за жанром і «багатому оформленню запеченої крові», крім того, в обох фільмах знявся Денні Трехо. Відзначається, що у даного проєкту «є всі шанси зайняти своє місце в світовому каталозі найкривавіших кінофільмів категорії B», а також, що «видовище обіцяє бути по-свинськи епічним». Сам Тимур Турісбеков описує проєкт як «чорну сатиру, яка створюється колом друзів».